# Рителе-Вшолкі
Рителе-Вшолкі (пол. Rytele-Wszołki) — село в Польщі, у гміні Церанув Соколовського повіту Мазовецького воєводства.
Населення — 115 осіб (2011).
У 1975-1998 роках село належало до Седлецького воєводства.

## Демографія
Демографічна структура станом на 31 березня 2011 року:
|          | Загалом | Допрацездатний вік | Працездатний вік | Постпрацездатний вік |
| -------- | ------- | ------------------ | ---------------- | -------------------- |
| Чоловіки | 57      | 11                 | 38               | 8                    |
| Жінки    | 58      | 13                 | 23               | 22                   |
| Разом    | 115     | 24                 | 61               | 30                   |